# أنتونيو بالزانو
أنتونيو بالزانو (بالإيطالية: Antonio Balzano)‏ (13 يونيو 1986 ببيتونتو في إيطاليا - ) هو لاعب كرة قدم إيطالي في مركز الدفاع. لعب مع نادي باري ونادي بيسكارا ونادي كالياري وFC Rieti ‏ وAtletico Roma FC ‏.

## روابط خارجية
- أنتونيو بالزانو على موقع قاعدة بيانات كرة القدم.إي يو (الإنجليزية)
- أنتونيو بالزانو على موقع Soccerway.com (الإنجليزية)
- أنتونيو بالزانو على موقع عالم كرة القدم.نت (الإنجليزية)
- أنتونيو بالزانو على موقع AS.com (الإسبانية)